# (308193) 2005 CB79
(308193) 2005 CB79 — транснептуновый объект, входит в семейство Хаумеа.
В качестве члена семейства Хаумеа, предполагается, что 2005 CB79 является результатом от столкновения фрагмента с ледяной мантией карликовой планеты Хаумеа. Диаметр этого объекта составляет 158 километров при абсолютной звёздной величине 5,0 и альбедо 0,7, относящемуся ко всему семейству Хаумеа.

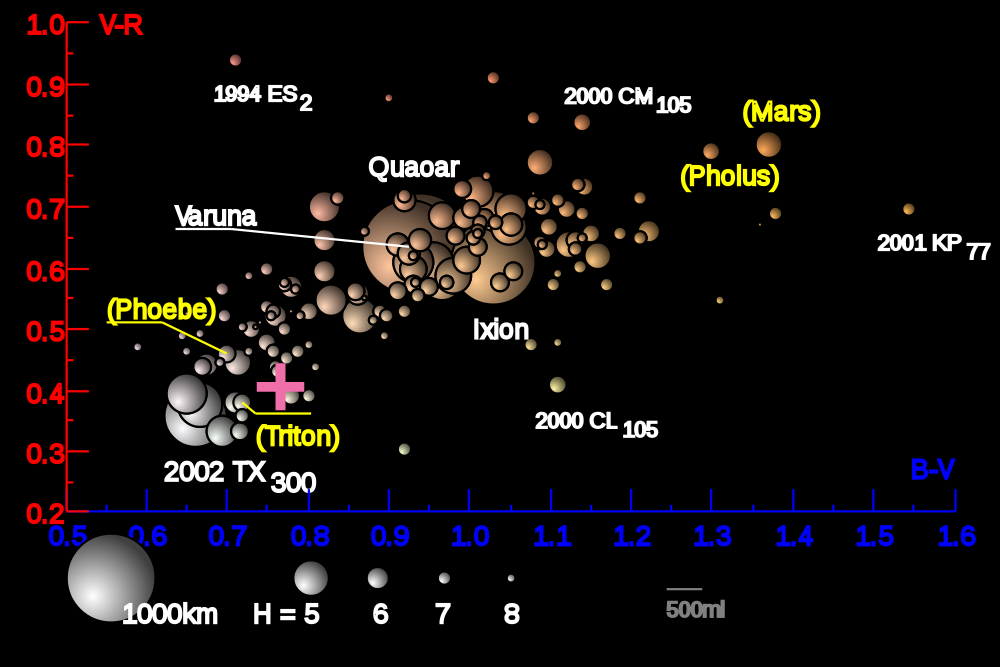
Заком + на этом цветном рисунке транснептуновых объектов отмечен объект 2005 RR_{43} (B-V=0.77, V-R=0.41). Все остальные члены семейства Хаумеа (CB_{79}: 0.73, 0.37) расположены ниже и левее этой точки.

Наблюдения Майкла Брауна в 2012, сделанные в обсерватории Кека, позволили предположить, что 2005 CB79 не имеет спутника.